# Lillers
Lillers (niederländisch Lillaar) ist eine französische Gemeinde mit 10.200 Einwohnern (Stand 1. Januar 2022) im Département Pas-de-Calais in der Region Hauts-de-France; sie gehört zum Arrondissement Béthune und zum Kanton Lillers.

## Lage
Die Gemeinde Lillers liegt an der Nave, 14 Kilometer westnordwestlich von Béthune. Nachbargemeinden von Lillers sind Ham-en-Artois im 'Norden, Busnes im Nordosten, Gonnehem im Osten, Allouagne im Südosten, Burbure im Süden, Ferfay, Ames und Lières im Südwesten, Ecquedecques im Westen sowie Bourecq im Nordwesten.

## Geschichte
Die Geschichte des Ortes beginnt – der Überlieferung nach – um das Jahr 700 mit zwei irischen Adligen, Lugle und Luglien, auf Pilgerreise nach Rom. Sie waren auf dem Weg von Boulogne-sur-Mer nach Thérouanne, als sie von Straßenräubern in der Nähe von Ferfay überfallen und getötet wurden. Durch ein Gewitter sollen die Körper nach Hurionville gespült worden sein, in die Nähe einer Burg des Bischofs von Thérouanne, der für ihr Begräbnis auf einem Hügel im Sumpfland in der Nähe sorgte. Die miterrichtete Kapelle wurde die Keimzelle der Gemeinde Lillers, die sich später um eine Burg und hinter Stadtmauern bildete.
Lillers befand sich im Besitz der Grafen von Flandern und kam 1180 mit dem Artois erstmals an Frankreich. 1303 wurde Lillers von den Flamen niedergebrannt, 1542 von den Franzosen. Von der Stadt blieben nur zwei oder drei Häuser stehen, und noch 1545 lebten die Einwohner in Zelten oder Hütten. In den folgenden Jahrzehnten wurde der Ort immer wieder in den Kriegen zwischen Frankreich und den spanischen Niederlanden von den Parteien eingenommen. Erst der Frieden von Utrecht 1713 setzte den wechselseitigen Eroberungen ein Ende.

### Bevölkerungsentwicklung
| Jahr                       | 1962 | 1968 | 1975 | 1982 | 1990 | 1999 | 2006 | 2016   | 2022   |
| -------------------------- | ---- | ---- | ---- | ---- | ---- | ---- | ---- | ------ | ------ |
| Einwohner                  | 9158 | 9436 | 9421 | 9509 | 9666 | 9775 | 9926 | 10.058 | 10.200 |
| Quellen: Cassini und INSEE |      |      |      |      |      |      |      |        |        |

## Sehenswürdigkeiten
Einige Monuments historiques in der Gemeinde verdienen Beachtung:
- Kapelle La Miséricorde aus dem 17. Jahrhundert
- Kirche Saint-Omer, ursprünglich aus dem 12. Jahrhundert
- Pfarrkirche Notre-Dame-de-la-Paix von 1957
- Haus Nr. 44 place Roger-Salengro / Nr. 2 rue de Relingue aus dem Jahr 1703
- Haus Nr. 2 rue du Maréchal-de-Lattre-de-Tassigny von 1631, genannt de l’Argentier

sowie
- Schloss Relingue
- Schloss Philiomel
- Wasserturm

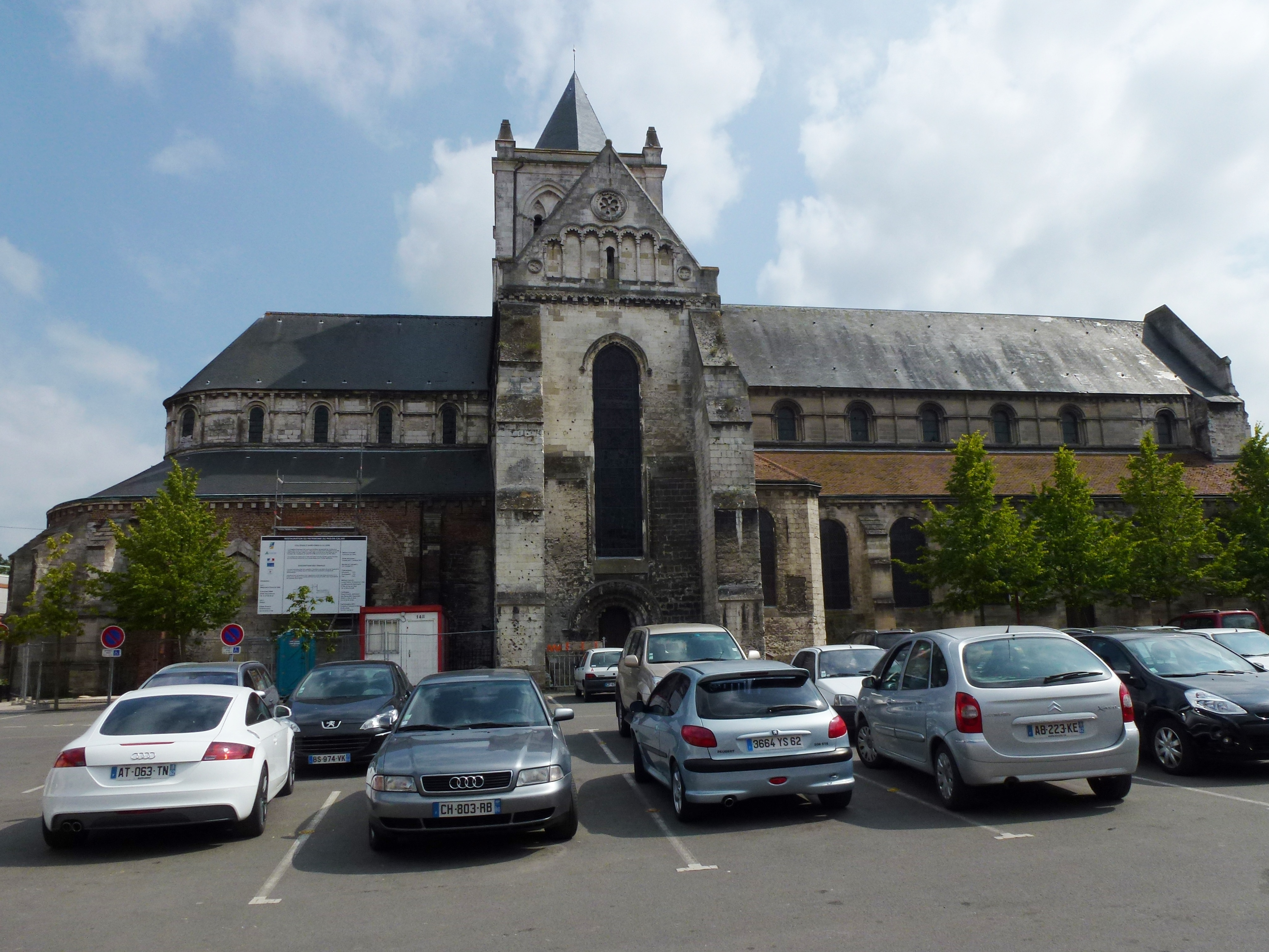
Kirche Saint-Omer
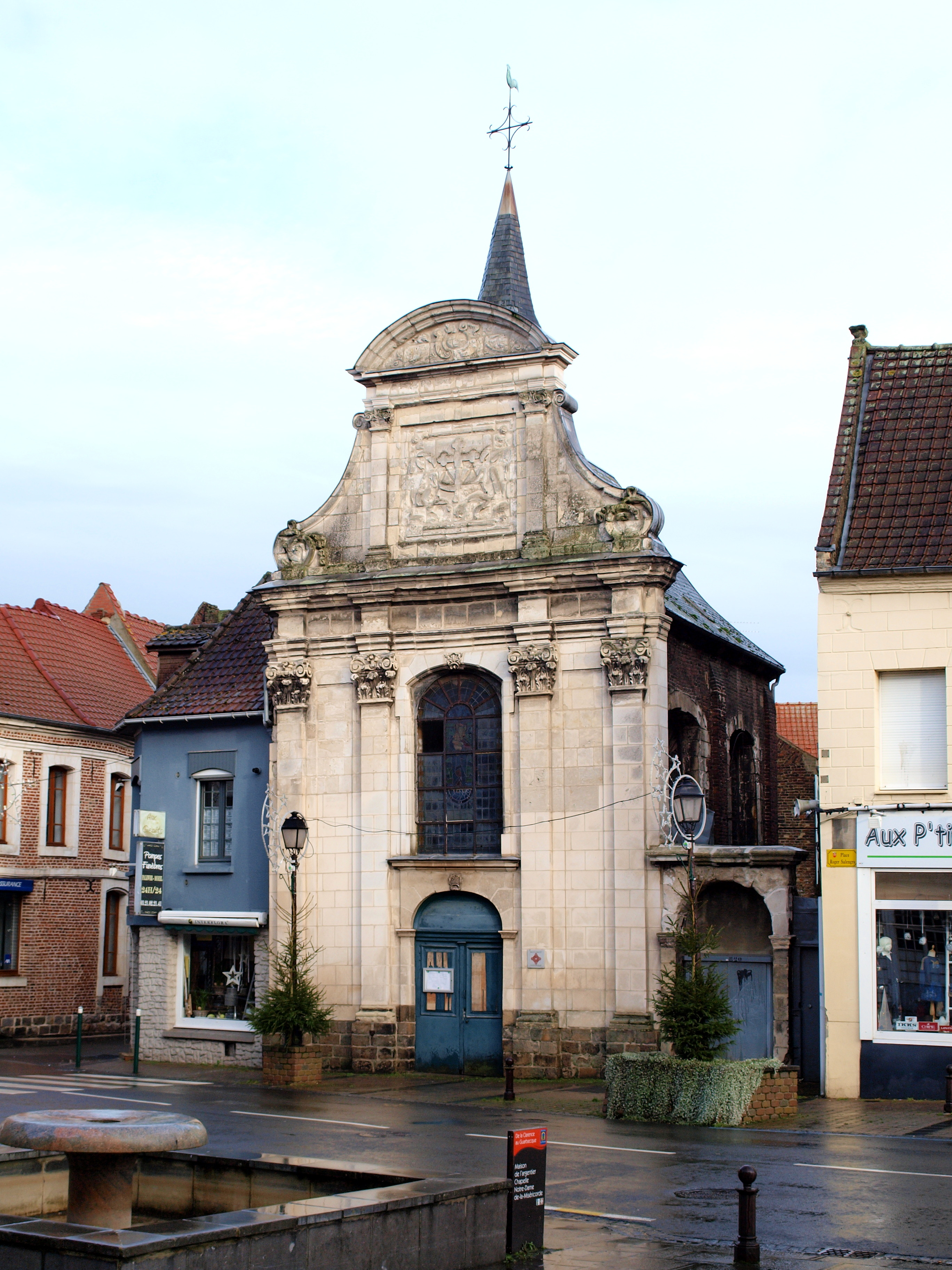
Kapelle La Miséricorde
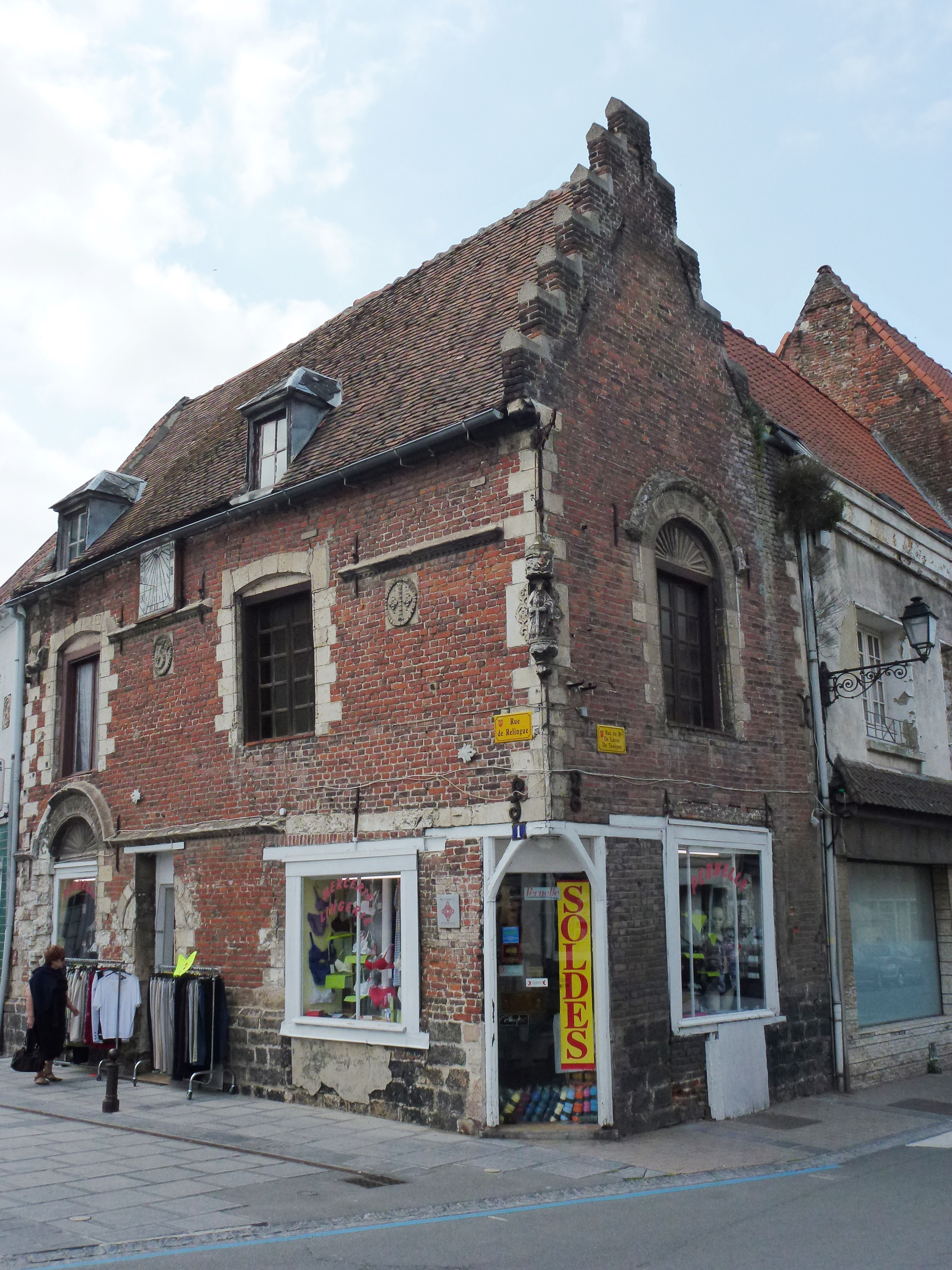
Haus Nr. 2 rue du Maréchal-de-Lattre-de-Tassigny
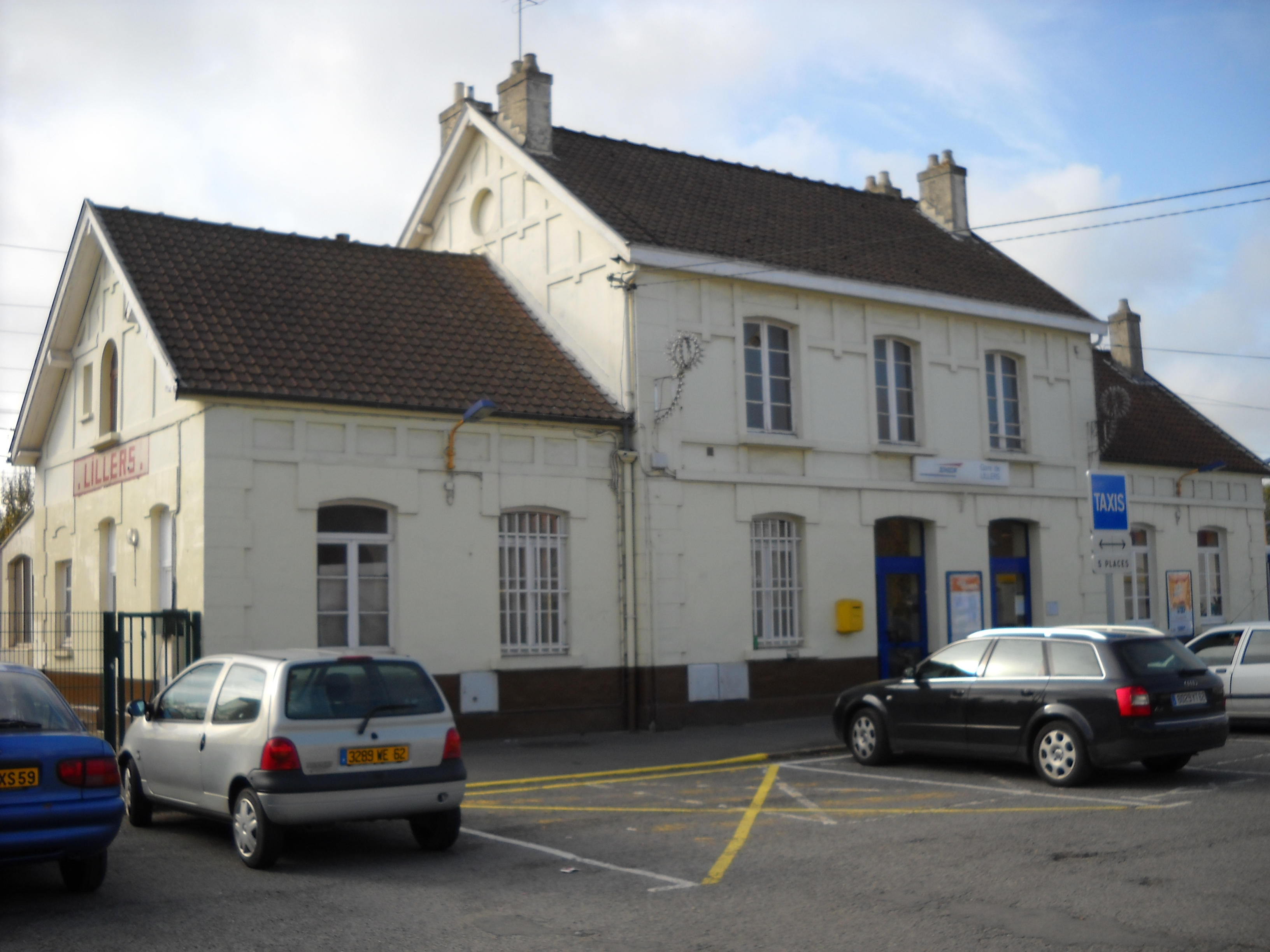
Bahnhof
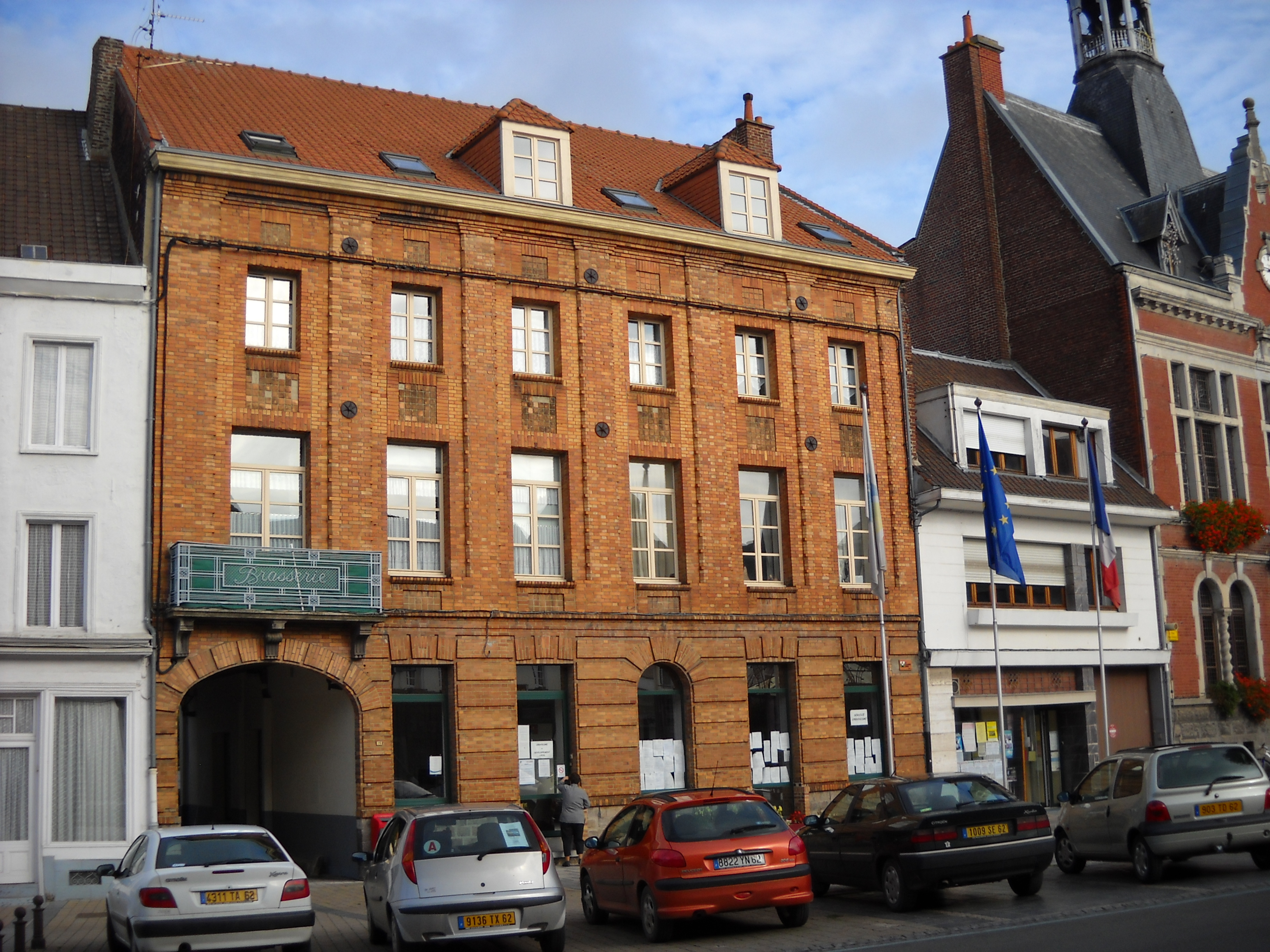
Alte Brauerei
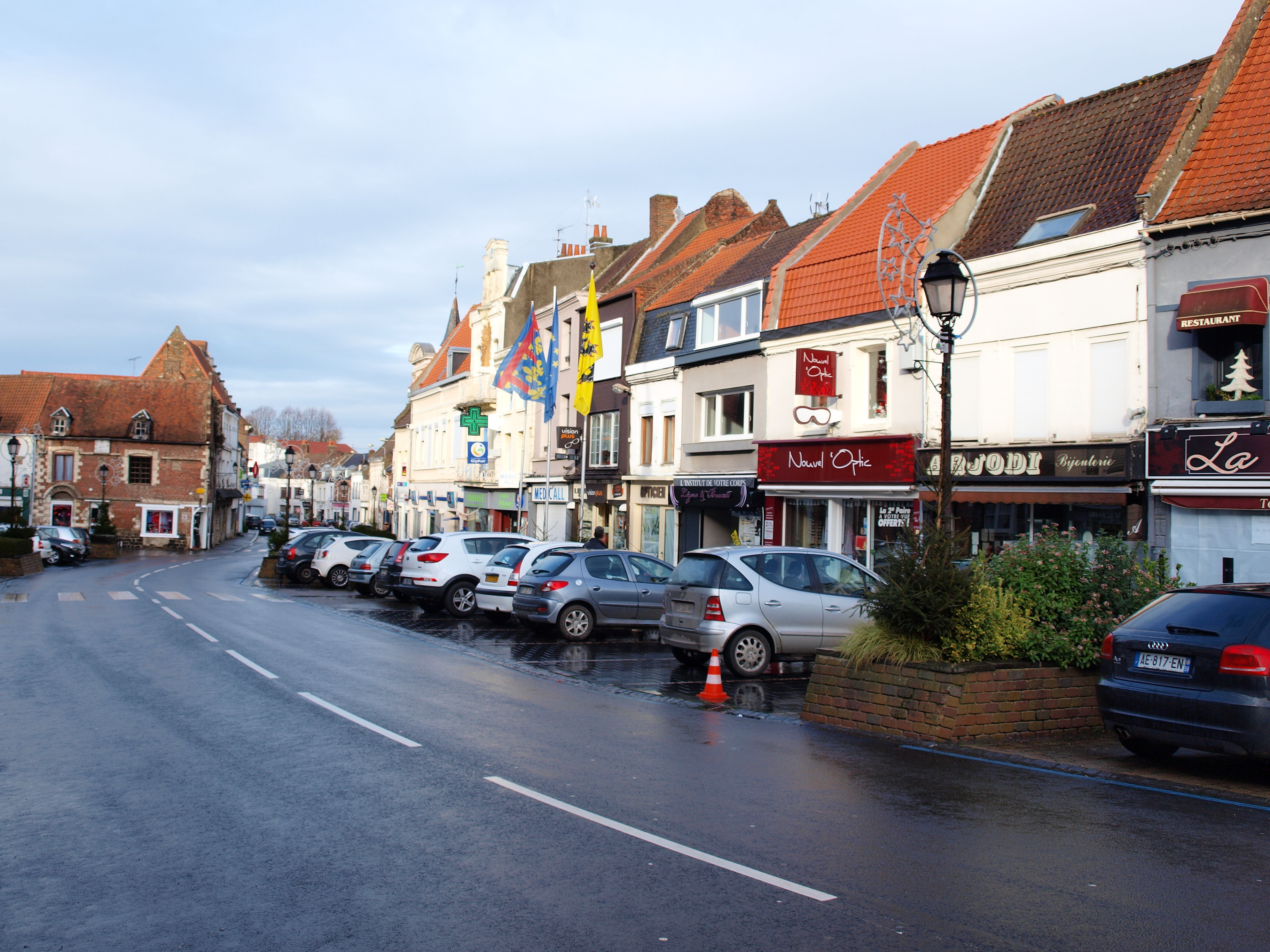
Einkaufsstraße

## Gemeindepartnerschaften
- Marsberg in Nordrhein-Westfalen seit 1967[3]
- Fontaine-l’Évêque in Belgien seit 1968

## Persönlichkeiten
- Albert-Louis de Fouler (1770–1831), General der Kavallerie
- Henri Leconte (* 1963), Tennisspieler

## Belege
1. ↑  De Nederlanden in Frankrijk, Jozef van Overstraeten, 1969
2. ↑  Monuments historiques – Lillers
3. ↑  Website von Lillers – Jumelage